# Love Myself
Singles de Hailee Steinfeld
Rock Bottom
(2015)
Love Myself est le premier single de l'actrice et chanteuse Hailee Steinfeld, sorti le 7 août 2015 chez Republic et Universal et extrait de son EP Haiz. La chanson a été écrite par Mattias Larsson, Robin Fredriksson, Oscar Holter, Julia Michaels, Hailee Steinfeld et Justin Tranter et produite par Holter, avec Larsson et Fredriksson sous leur nom de scène Mattman & Robin,.
De nombreux fans et les médias ont vu en cette chanson comme une « ode à la masturbation » en raison des paroles qui comprennent « I'm gonna put my body first/And love me so hard 'til it hurts » et « I'm gonna touch the pain away/I know how to scream my own name », ainsi que le clip vidéo diffusé une semaine plus tard, réalisé par Hannah Lux Davis et montrant Steinfeld, dansant à travers Los Angeles,, dans lequel l'actrice et chanteuse porte un justaucorps arborant le mot « self-service ». Steinfeld déclarera que les paroles sont destinées à être interprétées par l'auditeur. Selon Musicnotes.com, le titre est écrit en sol mineur et à un tempo de 120 battements par minute.

## Classements
| Classement (2015–16)                  | Meilleure place |
| ------------------------------------- | --------------- |
| Australie (ARIA)                      | 92              |
| Belgique (Flandre Ultratip 100)       | 4               |
| Belgique (Wallonie Ultratip 50)       | 29              |
| Canada (Hot 100)                      | 15              |
| Canada AC (Billboard)                 | 37              |
| Canada CHR/Top 40 (Billboard)         | 16              |
| Canada Hot AC (Billboard)             | 16              |
| Tchéquie (IFPI Rádio)                 | 43              |
| Tchéquie (IFPI Singles Digitál)       | 12              |
| Danemark (Tracklisten)                | 36              |
| Irlande (IRMA)                        | 51              |
| Israël (Media Forest TV Airplay)      | 5               |
| Italie (FIMI)                         | 50              |
| Japon (Hot 100)                       | 35              |
| Pays-Bas (Nederlandse Top 40)         | 26              |
| Pays-Bas (Single Top 100)             | 37              |
| Nouvelle-Zélande (RMNZ)               | 19              |
| Norvège (VG-lista)                    | 20              |
| Slovaquie (IFPI Rádio)                | 72              |
| Slovaquie (Singles Digitál Top 100)   | 12              |
| Suède (Sverigetopplistan)             | 35              |
| Suisse (Schweizer Hitparade)          | 64              |
| Royaume-Uni (Official Charts Company) | 180             |
| États-Unis (Hot 100)                  | 30              |
| États-Unis (Adult Pop Songs)          | 36              |
| États-Unis (Dance Club Songs)         | 6               |
| États-Unis (Dance/Mix Show Airplay)   | 30              |
| États-Unis (Pop Airplay)              | 15              |

## Certifications
| Région                                                                                                 | Certification | Ventes/Streams |
| --- | ------------- | -------------- |
| Canada (Music Canada)                                                                                  | Platine       | 160 000^       |
| Danemark (IFPI Denmark)                                                                                | Or            | 30 000^        |
| États-Unis (RIAA)                                                                                      | 2 × Platine   | 2 000 000^     |
| Italie (FIMI)                                                                                          | Platine       | 50 000*        |
| Nouvelle-Zélande (RMNZ)                                                                                | Or            | 7 500*         |
| Suède (GLF)                                                                                            | Platine       | 40 000^        |
| *Ventes selon la certification ^Mise en rayon selon la certification xNon précisé par la certification |               |                |